# Goiești (okręg Alba)
Goiești – wieś w Rumunii, w okręgu Alba, w gminie Vidra. W 2011 roku liczyła 79 mieszkańców.